# Murder, She Boat
«Murder, She Boat» (укр. «Вона перевезла по воді вбивство») — дев'ята серія тридцять п'ятого сезону мультсеріалу «Сімпсони», прем'єра якої відбулась 17 грудня 2023 року у США на телеканалі «Fox».
Серія присвячена пам'яті сценариста Нормана Ліра, який помер 5 грудня у віці 101 року.

## Сюжет
Мардж знаходить у поштовій скринці старі чеки-стимули, що надійшли під час пандемії. Ліса пропонує сімейний відпочинок у круїзі на яхті. На причалі спершу Гомера це приємно дивує, допоки він не дізнається, що це… поп-культурний круїз, повен ботанів-косплеєрів.
З динаміків лунає оголошення про те, що прибули король і королева круїза ― продавець коміксів і його дружина Куміко. Джефф розповідає, що він приніс із собою на корабель свою надзвичайно рідкісну, помилково вироблену, фігурку Радіоактивного з кігтями Росомахи, вироблену лише у двох екземплярах. Несподівано Барта дратує поява продавця коміксів: за кілька до того продавець образив створений хлопчиком комікс і публічно порвав його на шматки. Барт оголошує, що помститься продавцю коміксів…
Того вечора під час вечері, коли Джефф змушує людей платити, щоб подивитися на його фігурку, Барт протистоїть йому. Коли це відбувається, раптово гасне світло. Коли воно знову загоряється, то виявляється, що у фігурки Радіоактивного відірвана голова. У цьому звинувачують Барта, оскільки у нього був мотив, і на його щоці було три подряпини, які, схоже, були зроблені кігтями фігурки. В результаті Барта заарештовують і кидають у корабельну в'язницю (із переправленням до справжньої в'язниці, коли корабель причалить до берега).
Ліса приходить до брата і хлопчик намагається переконати сестру, що він нічого не коїв. Врешті-решт, Ліса вірить йому.
Ліса знайомиться з Тайкою Вайтіті, чиєю фанаткою вона є. Разом вони розпочинають розслідування «убивства». Вони допитують пасажирів, які бажали зла продавцю коміксів: Мілгауса (Джефф викупив фігурку в нього за «смішну» ціну), Третього Номера Мела (Джефф нацькував армію Інтернет-тролів, щоб Мела зняли зі знімань у фільмі) і Куміко (вона втомилася від того, що чоловік віддає перевагу фігуркам, а не їй). Однак, виявляється що в багатьох пасажирів є мотив до помсти продавцю.
Коли Ліса повертається до своєї каюти, вона знаходить голову Радіоактивного під ліжком Барта і розуміє, що він збрехав їй. Однак, невдовзі Райнер Вульфкасл стукає у двері і каже Лісі, що бачив, хто був злочинцем, бо того вечора мав окуляри нічного бачення. Перед тим, як сказати ім'я, його вдаряють щитом Капітана Америки, через що він непритомніє. Ліса переслідує нападника, але втрачає його. Вона знаходить лише набридливого Тайку Вайтіті, що їсть залишки їжі занурюючи в соус Веджимайт. Спантеличена Ліса нервує ще більше, коли до них підбігає Куміко і говорить, що продавець коміксів зник…
Після цього Тайка збирає всіх на палубі, щоб оголосити свої висновки розслідування. Він отримав з Великої Британії папір про те, що фігурку Радіоактивного застраховано на 980 тисяч фунтів стерлінгів (приблизно 1 мільйон долларів США). Тож, на думку Вайтіті, продавець коміксів зімітував «убивство», щоб отримати страхові виплати, підставив Барта, і втік.
Під час привітань Тайки Вайтіті Ліса помічає дещо незвичайне на коробці Радіоактивного. Понишпоривши в Інтернеті Ліса заявляє про свою версію вбивці — це… сам Тайка Вайтіті. Дівчинка розповідає: ввечері «вбивства» хтось, можливо, зламав свою власну фігурку Радіоактивного, другий екземпляр, дізнавшись, що у США є інша така сама фігурка, через що вона зменшує унікальність. Потім він пішов у круїз спеціально, щоб вони могли замінити свою зламану фігурку на фігурку продавця коміксів. Ліса говорить, що другу фігурку продали в Нову Зеландію, звідки родом Тайка. Там слово «color» (укр. колір) пишеться через літеру «u», як на коробці зламаної фігурки. Усі пасажири погоджуються з цією теорією й обшукують кімнату Тайки, де знаходять непошкоджену фігуру. Тоді Тайку заарештовують.
Водночас пасажири продовжують пошуки продавця коміксів і йдуть до єдиного місця, куди б він ніколи не пішов — до спортзали. Джефф розповідає їм, що, коли Ліса з Тайкою почали розпитувати пасажирів про стосунки з ним, він бачив записи допитів. Зі слів людей, він зрозумів, що всі його ненавидять, і навіть його дружина відчуває, що втрачає його. Тож він пішов до спортзали, щоб сховатися від всіх і подумати. Після того, як продавця коміксів знайшли, Барта звільняють. Він дякує Лісі за те, що вона завжди вірила в нього, попри все.
У сцені під час титрів продавець коміксів викидає у воду фігурку та повертається до дружини, з якою танцює на палубі.

## Виробництво
Серія вийшла о 20:30 замість звичного слоту 20:00.
Музичний монтаж «The Nerd Boat» (англ. «Корабель ботанів») є пародією на заставку ситкома «The Love Boat» (англ. «Корабель кохання»). За словами виконавчого продюсера Метта Селмана, щоб «Сімпсони» отримали ліцензію на слова пародії на «Корабель кохання», творчій команді довелося змінити одну репліку діалогу, назвавши це «застарілою пародією».

## Культурні відсилання та цікаві факти
- Фільм, з якого Мела виключили «Безглузді перегони: Дорога гніву» (англ. «Wacky Races: Furry Road») засновано на мультсеріалі 1968 року «Безглузді перегони» (англ. «Wacky Races»), а назва, водночас, є відсиланням до постапокаліптичного фільма «Шалений Макс: Дорога гніву» (укр. «Mad Max: Fury Road»)[3].
  - Разом з Третім Номером Мелом мав би зніматись Тімоті Шаламе.
- Серед мотивів для вбивства є такі:[4].
  - Диско Стю — ненавидить продавця коміксів також (англ. Disco Stu hates CBG too)
  - Отто — продавець коміксів викрав його КБД (англ. CBG stole his CBD)
  - Нед Фландерс — продавець коміксів образив Б.О.Г.-а (англ. CBG mocked G.O.D.)
  - Чалмерз — продавець коміксів з'їв його обі-ід! (англ. CBG ate his din-ner!)
  - Бджоловік — продавець коміксів ненависний (ісп. El hombre des las historietas es odioso).

## Ставлення критиків і глядачів
Під час прем'єри серію переглянули 2,08 млн осіб, з рейтингом 0.5, що зробило її другим найпопулярнішим шоу на телеканалі «Fox» тієї ночі, після «Крапополіса».
Джон Шварц із сайту «Bubbleblabber» оцінив серію на 9/10, сказавши: «Чесно кажучи, я міг би витратити на цю серію цілу годину. Діалоги були фантастичними, продюсери явно чудово провели час із усіма цими приколами, і хоча несподіваний фінал був досить очевидним завершенням, подорож була досить гарною, і я отримав набагато більше, ніж розраховував».
Водночас, на сайті «Me Blog Write Good» оцінили серію так: «Уся серія виглядає так, ніби вона працює на автопілоті, та ми насолоджуємось передбачуваними ритмами сюжету, щоб просто отримати двадцять хвилин викреслити ще один епізод із сезону».
Згідно з голосуванням на сайті The NoHomers Club більшість фанатів оцінили серію на 3/5 із середньою оцінкою 3,13/5.